# Generación del 27
Generación del 27 oder Generation von 1927 ist ein literaturgeschichtlicher Begriff. Er bezieht sich auf die Gruppe spanischer Dichter, die zu Beginn der 1920er Jahre die literarische Szene betrat und bis zum Ausbruch des Bürgerkriegs 1936 beherrschte. Der Name der Gruppe verdankt sich auch der gemeinsamen Bewunderung für den Barockdichter Luis de Góngora, dessen 300. Todestag 1927 begangen wurde. Federico García Lorca, Jorge Guillén, Rafael Alberti, Pedro Salinas, Dámaso Alonso, Gerardo Diego, Vicente Aleixandre und Luis Cernuda bildeten den Kern der Gruppe, in der auch Manuel Altolaguirre und Emilio Prados, Herausgeber der Zeitschrift Litoral, die in den Anfängen das Sprachrohr der Gruppe war, einbezogen werden. Manche Autoren zählen auch den jüngeren Miguel Hernández, der vornehmlich von García Lorca und Aleixandre gefördert wurde, sowie die Schriftstellerin Agustina González López zur Generación del 27.
Die ersten Vorbilder der Gruppe waren Rubén Darío und sein durch den französischen Symbolismus geprägter Modernismo und Juan Ramón Jiménez mit seiner poesía pura. In ihrer Hochblüte ab 1927 öffnete sie sich dem Einfluss von Antonio Machado, dem aus Frankreich kommenden Surrealismus und der durch die Bürgerkriegsstimmung hervorgerufenen politischen Dichtung, die den Pessimismus der Generation von 98 überwand. Unter dem Einfluss des Surrealisten verwandelt sich das lyrische Ich in einen anonymen Sprecher. Die spanische Volkspoesie des Romancero blieb jedoch in beiden Perioden ein wesentlicher Bezugspunkt der Generation von 1927.

## Geschichte
Die Dichter der Generación del 27 bildeten einen engen Freundeskreis, der durch Alter, ähnliche Herkunft aus dem Mittelstand, durch einen akademischen Hintergrund und ein gemeinsames Kunstverständnis zusammengehalten wurde. Die meisten von ihnen publizierten Anfang der zwanziger Jahre erste Gedichtbände: García Lorcas Libro de poemas und Dámaso Alonsos Poemas puros erschienen 1921, es folgten Pedro Salinas’ Presagios (1923), Rafael Albertis Marinero en tierra (1924), Luis Cernudas Perfil del aire (1927), Jorge Guilléns Cántico (1928). Als die Gruppe 1927 geschlossen zur Feier des 300. Todestags des barocken Dichters Luis de Góngora, den sie programmatisch auf ihr Schild gehoben hatte, in Sevilla auftrat, hatte sie bereits eine gemeinsame Poetik entwickelt. Diese verkündete die entschiedene Abkehr vom Naturalismus, von der Anekdote, vom Impressionismus und vertrat eine reine, mehr intellektuelle als gefühlsmäßige, hermetische und aus dem Unterbewusstsein fließende Lyrik. Im Anschluss an diese Feier in Sevilla hielt García Lorca in Granada einen Vortrag über La imagen poética de Don Luis de Góngora – das poetische Bild bei Góngora –, das als Manifest der Gruppe gilt.
Als antihumanistisch kritisiert wurden die Werke der Autoren dieser Bewegung von der konservativen und religiösen Kunstkritik und Philosophie, so von José Ortega y Gasset in seinem Werk La deshumanización del arte.
Schon damals jedoch gab es Anzeichen einer Kursänderung. Es war ausgerechnet Jorge Guillén, der bis dahin der „reinste“ Lyriker der Gruppe gewesen war, der auf die Gefahren der „aseptischen“, allzu intellektuellen, beinahe „unmenschlichen“ und daher auch „langweiligen“ Poesie hinwies. Die Wendung zum „Unreinen“, zum Menschlichen, zum Gefühl, zur Leidenschaft war schon in Albertis Sobre los ángeles (1929) oder Lorcas Poeta en Nueva York (entstanden 1929/30) spürbar, wurde aber in Cernudas Donde habite el olvido (1934) oder Aleixandres Espadas como labios (1935) offenkundig. Zu dieser Akzentverschiebung, in der ohne Zweifel der politische Klimawechsel im Spanien der zweiten Hälfte der 30er Jahre eine nicht unwichtige Rolle spielte, trug auch der chilenische Dichter Pablo Neruda bei, der seit 1934 als Konsul Chiles in Madrid weilte. Neruda, dessen epochales Buch Residencia en la tierra ein Jahr zuvor erschienen war, vertrat eine von jedem Ästhetizismus und Formalismus entfernte Poesie, die den Menschen zum Mittelpunkt erklärte, alltägliche Themen bevorzugte und selbst „Geschmacklosigkeiten“ nicht scheute. In der ersten Nummer der Zeitschrift Caballo verde para la poesía, die jetzt als Sprachrohr der Avantgarde galt und von Neruda herausgegeben wurde, erschien im Oktober 1935 ein Manifest mit dem bezeichnenden Titel Sobre una poesía sin pureza  – über eine Lyrik ohne Reinheit. Diese eindeutige Attacke gegen die „reine Poesie“ in Nerudas Zeitschrift führte zum Bruch mit dem verehrten aber nicht mehr befolgten Juan Ramón Jiménez. Nicht zu Unrecht sah dieser in dem Manifest nicht nur einen Angriff auf seine Person und sein Werk, sondern auch auf die Dichter der Generation 27.
Die unter den Dichtern bis dahin herrschende Eintracht war getrübt und gestört. Der im Sommer 1936 ausbrechende Bürgerkrieg stellte jedoch die Existenz der Dichter und der Dichtung selbst in Frage. Gleich bei Beginn der Feindseligkeiten wurde García Lorca in Granada ermordet. Salinas, Cernuda, Guillén und Alberti mussten ins Exil gehen wie auch der alte Juan Ramón Jiménez. Der ebenfalls betagte Antonio Machado fand den Tod 1939 auf der Flucht ins benachbarte Frankreich. Miguel Hernández starb im Gefängnis von Alicante 1942 in den ersten Nachkriegsjahren. In Francos Spanien blieben der kranke Aleixandre und Dámaso Alonso der seine alte Mutter nicht verlassen wollte. Sie wurden zu Hütern des Nachlasses der Dichter von 1927, den sie an die Jüngeren der Generation der 50er Jahre und der Escuela de Barcelona weitergaben.